# أحلى قصائدي
أحلى قصائدي، مجموعة شعرية من مؤلفات الشاعر العربي السوري نزار قباني، صدرت في عام 1971، عن منشورات نزار قباني في بيروت، لبنان.